# Guillaume Van Alsenoy
Guillaume Van Alsenoy, né le 11 octobre 1812 à Anvers (Belgique) et mort le 25 mai 1889, était un prêtre jésuite belge missionnaire auprès des indigènes du Missouri, aux États-Unis.

## Biographie
Guillaume Van Alsenoy était le fils de Jeanne-Marie et Benoît Van Alsenoy. Il fait ses études au collège des jésuites de Fribourg, en Suisse, puis fut étudiant à Gand. Il entre au noviciat des Jésuites le 25 septembre 1834, peu après que - la Belgique étant devenue indépendante - son existence fut légalement reconnue. Ordonné prêtre il fait sa profession religieuse définitive le 15 août 1847.
Le 3 décembre 1833, jour anniversaire de la mort de saint François Xavier, Jean-Philippe Roothaan, Supérieur général de la Compagnie de Jésus depuis 1829, lance un appel à ses confrères jésuites les invitant à reprendre la route des missions outremer, comme le firent leurs prédécesseurs. Le nombre de missionnaires en Amérique augmente fortement dans les décennies qui suivent: il passe de 35 en 1840 à 403 en 1850 et 650 en 1879. En 1833 aussi, les jésuites se voient fixer pour mission d'évangéliser les peuples indigènes à l'Ouest du Mississippi, après l'Indian Removal Act de 1830. 
En 1835, Guillaume Van Alsenoy  fait partie du groupe de belges qui s'embarquent pour le Missouri, en compagnie du père Pierre-Jean De Smet, voyage et œuvre financés par le millionnaire anversois Guillaume-Joseph De Boey,, avec deux autres des héritiers de Guillaume-Joseph De Boey, Henri et Guillaume Crabeels. Le 23 septembre 1835, ils sont sept missionnaires à embarqueer pour l'Amérique à destination de Saint-Louis (Missouri). Ils rejoignent le site de Florissant, à une trentaine de kilomètres au nord de Saint-Louis (Missouri). La mission, fondée par Charles Van Quickenborne est depuis 1830 autonome, et dirigée par Théodore de Theux qui a succédé à Charles Van Quickenborne comme Supérieur religieux de la Mission.